# Тепловий потік
Теплови́й поті́к (англ. heat flux) — фізична величина, яка визначає кількість теплоти, що проходить через ізотермічну поверхню за одиницю часу, спрямована в напрямку, протилежному до градієнта температури, або є похідною по часу від кількості тепла, що проходить через таку поверхню. Записується рівнянням:
{\displaystyle {\dot {Q}}={\frac {dQ}{dt}}.}
За усталеного режиму теплопередачі тепловий потік може бути виражений рівнянням:
{\displaystyle {\dot {Q}}={\frac {Q}{t}}.}
Тепловий потік вимірюється у Вт в системі SI або у позасистемній одиниці ккал/год (1 Вт = 0,86 ккал/год). Одиниці вимірювання є тими ж, що і для потужності, однак це є різні поняття: теплова потужність стосується джерела теплової енергії, тоді як тепловий потік — процесу її передавання.
Тепловий потік, як і теплова енергія є величиною скалярною, однак тепловий потік, віднесений до одиниці площі ізотермічної поверхні, є векторною величиною і носить назву щільністю (густиною) теплового потоку, питомим тепловим потоком або тепловим навантаженням; позначається зазвичай q:
{\displaystyle {\vec {q}}={\frac {\dot {Q}}{S}}\cdot {\frac {\vec {S}}{S}}}
Вимірюється у Вт/м² чи ккал/(м²·год). Густина теплового потоку — вектор, кожна компонента якого чисельно дорівнює кількості теплоти, що передається за одиницю часу через одиницю площі, перпендикулярної до напрямку взятої компоненти.
Густина теплового потоку — це кількість теплоти, яка проходить через одиницю площі поверхні за одиницю часу. Вимірюють з використанням датчиків теплового потоку.